# Christoph Burchard
Johann Christoph Burchard (* 19. Mai 1931 in Göttingen; † 21. Dezember 2020 in Heidelberg) war ein deutscher evangelischer Theologe. Er war Spezialist für das Neue Testament und das antike Judentum.
Nach dem Studium an der Georg-August-Universität Göttingen wurde er dort 1963 mit einer Dissertation über den Roman Joseph und Aseneth promoviert. Anschließend arbeitete er dort als Assistent und habilitierte sich 1969. 1971 folgte er einem Ruf der Ruprecht-Karls-Universität Heidelberg auf den Lehrstuhl für Neues Testament und Judentum. 1997 wurde er emeritiert.
Neben dem Roman Joseph und Aseneth beschäftigte sich Burchard mit zahlreichen weiteren Themen des antiken Christentums und Judentums. Er verfasste einen zweibändigen Katalog zu den Handschriften vom Toten Meer, publizierte über Sprache und Umwelt des Neuen Testaments und schrieb einen Kommentar über den Jakobusbrief.

## Schriften (Auswahl)
- Bibliographie zu den Handschriften vom Toten Meer. Zwei Bände, Berlin 1957–1965.
- Untersuchungen zu „Joseph und Aseneth“. Textgeschichte, Gehalt und Datierg. Kap. 13–15. Göttingen 1963 (Dissertation).
  - Überarbeitete Fassung: Untersuchungen zu Joseph und Aseneth. Überlieferung, Ortsbestimmung. Heidelberg 1965 (Wissenschaftliche Untersuchungen zum Neuen Testament. 8.)
- Der dreizehnte Zeuge. Traditions- und kompositionsgeschichtliche Untersuchungen zu Lukas’ Darstellung der Frühzeit des Paulus. Göttingen 1970. (Forschungen zur Religion und Literatur des Alten und Neuen Testaments. 103, Habilitationsschrift.)
- Joseph und Aseneth serbisch-kirchenslawisch. Text und Varianten. Dielheim 1980.
- Gesammelte Studien zu Joseph und Aseneth. Leiden u. a. 1996 (Studia in Veteris Testamenti pseudepigrapha. 13).
- Studien zu Theologie, Sprache und Umwelt des Neuen Testaments. Tübingen 1998 (Wissenschaftliche Untersuchungen zum Neuen Testament. 107).
- Der Jakobusbrief. Tübingen 2000 (Handbuch zum Neuen Testament. 15,1).

## Einzelnachweis
1. ↑  Todesanzeige (Memento des Originals vom 5. Januar 2021 im Internet Archive)  Info: Der Archivlink wurde automatisch eingesetzt und noch nicht geprüft. Bitte prüfe Original- und Archivlink gemäß Anleitung und entferne dann diesen Hinweis.

| Personendaten    | Personendaten                    |
| ---------------- | -------------------------------- |
| NAME             | Burchard, Christoph              |
| ALTERNATIVNAMEN  | Burchard, Johann Christoph       |
| KURZBESCHREIBUNG | deutscher evangelischer Theologe |
| GEBURTSDATUM     | 19. Mai 1931                     |
| GEBURTSORT       | Göttingen                        |
| STERBEDATUM      | 21. Dezember 2020                |
| STERBEORT        | Heidelberg                       |